# Traian Grozăvescu

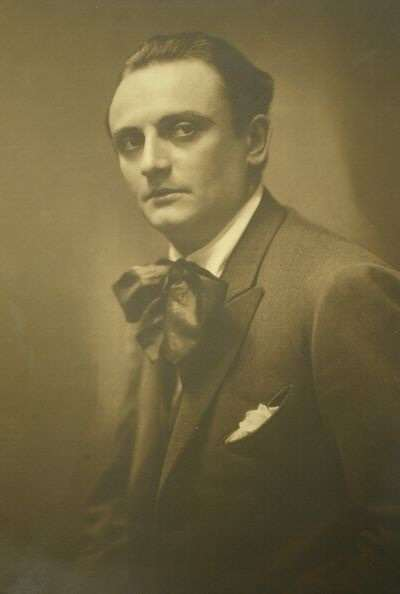
Traian Grozăvescu

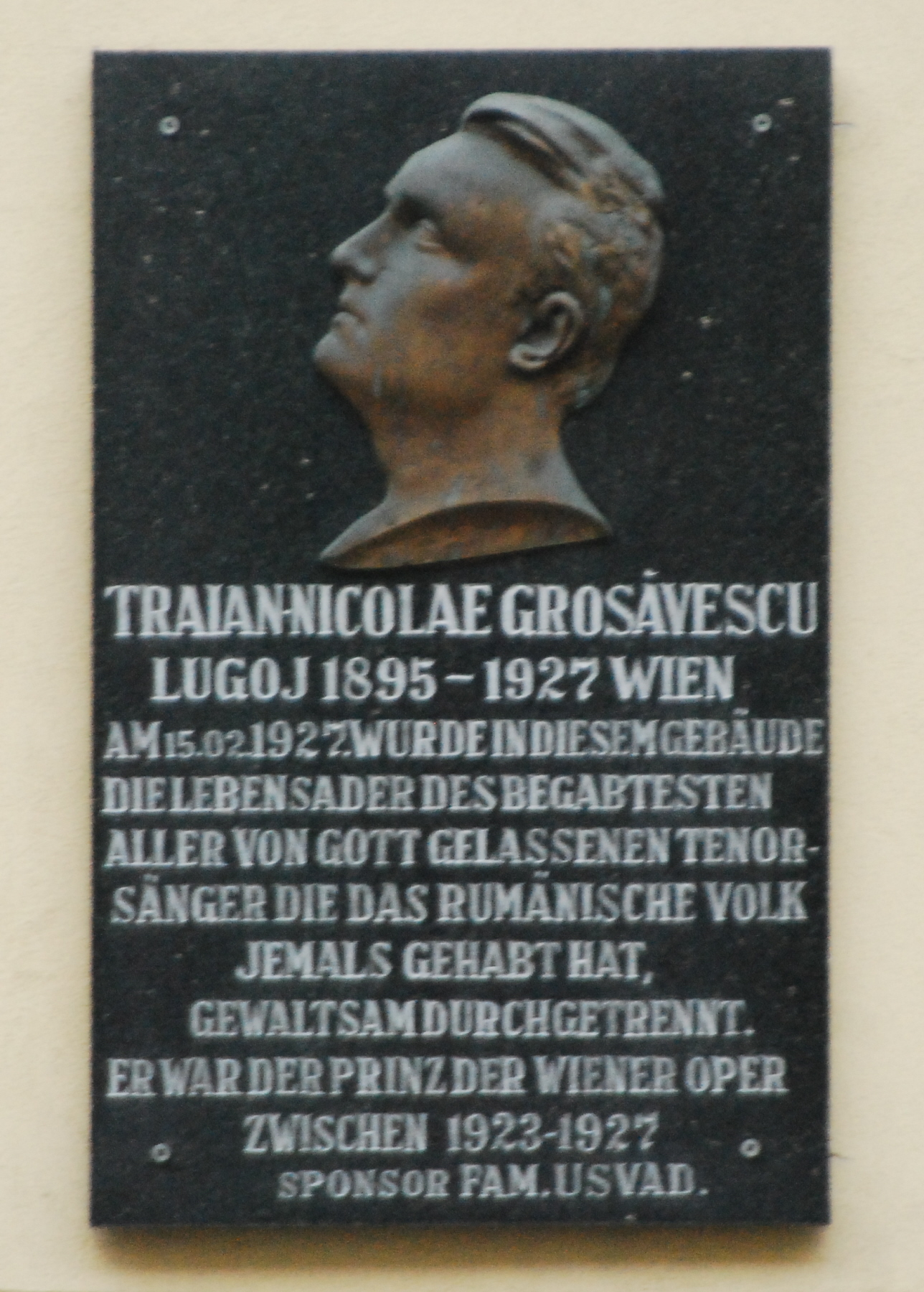
Gedenktafel für Traian-Nicolae Grozăvescu in der Lerchenfelder Straße in Wien

Traian Grozăvescu (* 21. November 1895 in Lugos (rumänisch Lugoj), Königreich Ungarn, Österreich-Ungarn; † 15. Februar 1927 in Wien, Österreich) war rumänischer Opernsänger (Tenor). Auf der Bühne und auf Schallplattenlabels nannte er sich zumeist Trajan (seltener: Traian) Grosavescu.

## Leben
Traian Grozăvescu war der Sohn eines Rumänen und einer Serbin.
In Lugoj besuchte er zunächst die Grundschule und das Lyzeum. Wegen seines früh erkannten Gesangstalents wurde er in den Chor des Komponisten Ion Vidu aufgenommen.
In Budapest studierte er ab 1914 Jus und besuchte gleichzeitig die Musikakademie. Seinen Militärdienst während des Ersten Weltkriegs leistete er als Artillerieoffizier der österreichisch-ungarischen Armee an der italienischen Front. In dieser Zeit soll er während einer Kampfpause das Ave Maria von Bach-Gounod für seine Kameraden gesungen und dafür sogar von den italienischen Soldaten Applaus erhalten haben.
Nach Kriegsende konnte er sein Studium (ob in Budapest oder in Bukarest und Klausenburg ist nicht klar.) abschließen. 1919 begann an der von Tiberiu Brediceanu geleiteten Oper von Klausenburg seine Karriere als Tenor. In Wien setzte er ab 1923 sein Gesangsstudium bei Franz Steiner fort. In dieser Zeit wurde er zunächst Solist an der Wiener Volksoper und ab 1924 der Wiener Staatsoper.
Erfolgreiche Auftritte hatte er auch an den Opern von Budapest, Berlin, Prag, Brünn, Salzburg und Oslo und wurde von Richard Strauss, Arturo Toscanini, Pietro Mascagni oder Franz Schalk geschätzt. In Berlin erhielt er 1926 einen Gastspielvertrag an der Staatsoper Unter den Linden.
Am 15. Februar 1927 wurde er in seiner Wohnung in der Lerchenfelder Straße in Wien-Josefstadt von seiner Frau Nelly erschossen. Die Aussagen von Zeugen und Sachverständigen über das Privatleben der Eheleute wurden von der Presse ebenso breitgetreten wie auch der Umstand, dass er am Abend vor seiner Ermordung in Rigoletto „Ach, wie so trügerisch sind Weiberherzen“ gesungen hatte. Nelly Grozăvescu wurde vom Staranwalt Heinrich Steger verteidigt. Grozăvescu, die kurz zuvor eine Fehlgeburt erlitten hatte, wurde deswegen von den Geschworenen Sinnesverwirrung zugestanden und am 25. Juni 1927 freigesprochen.
Traian Grozăvescu wurde nach Lugoj überführt und dort beigesetzt.
Seine Geburtsstadt nannte ihr Opernhaus nach ihm.

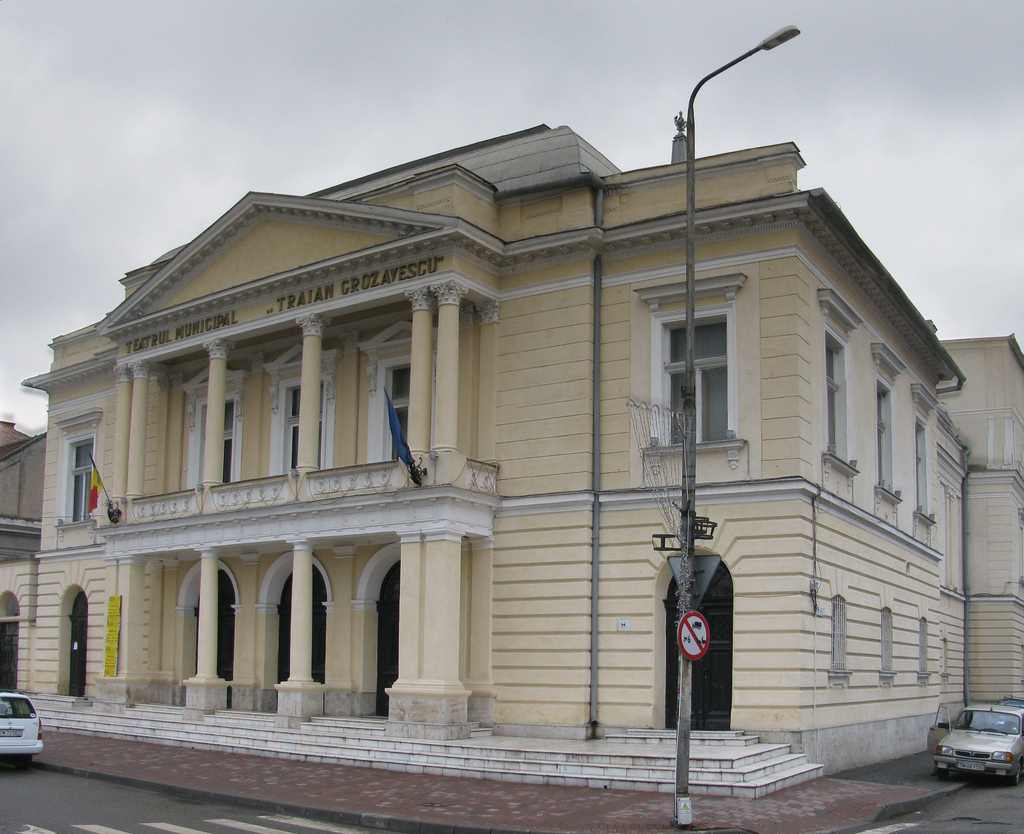
Theater Traian Grozăvescu Lugoj

## Schallplatten
Im März 1924 nahm Grozăvescu in Berlin 13 Titel für das Label Odeon auf. Sie wurden 1979 auf LP wiederveröffentlicht (Preiser Records/Lebendige Vergangenheit LV 62).